# Röderhof (Huy)
Röderhof ist ein Ortsteil der Gemeinde Huy in Sachsen-Anhalt mit etwa 200 Einwohnern.

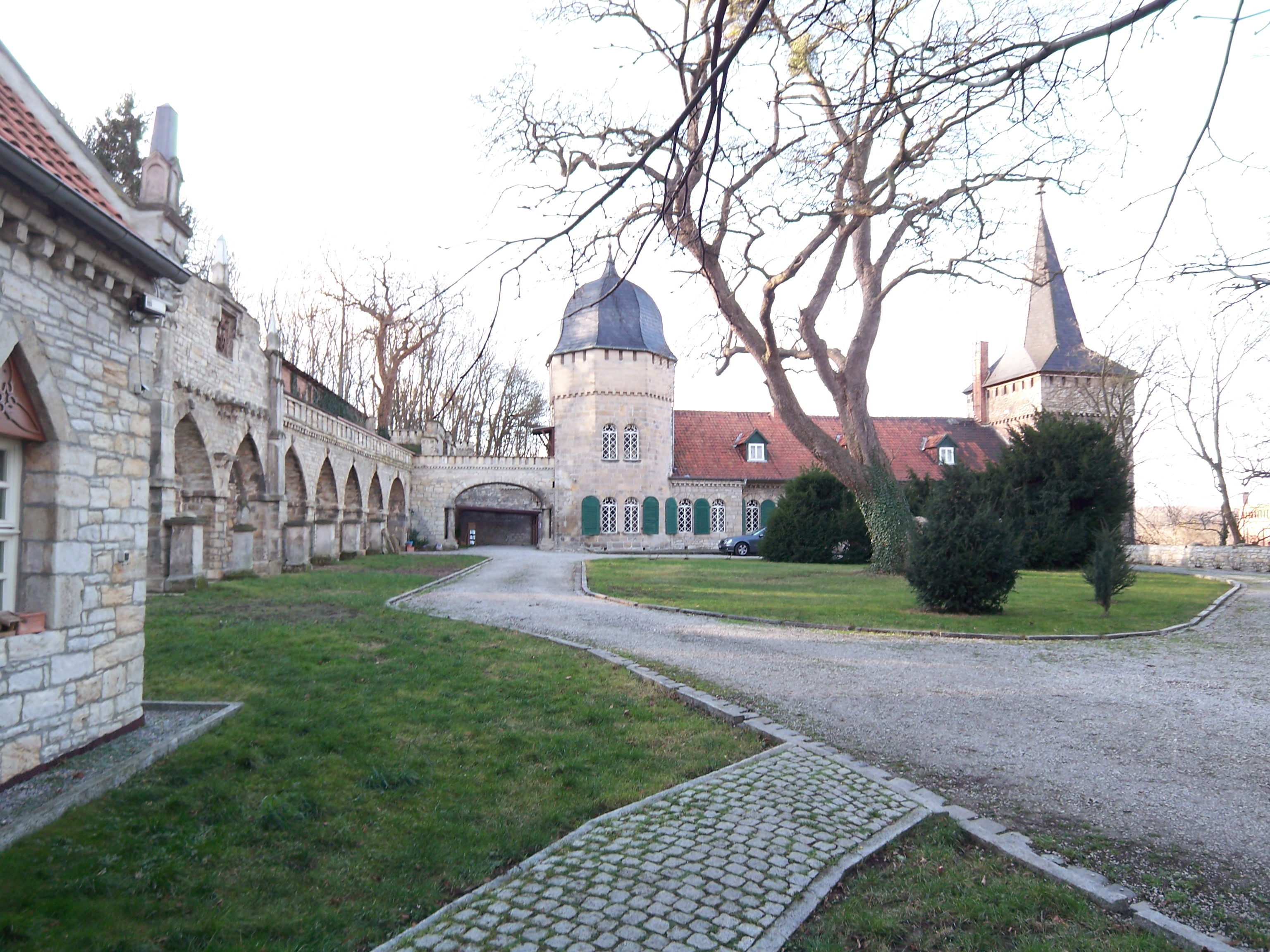
Schloss Röderhof

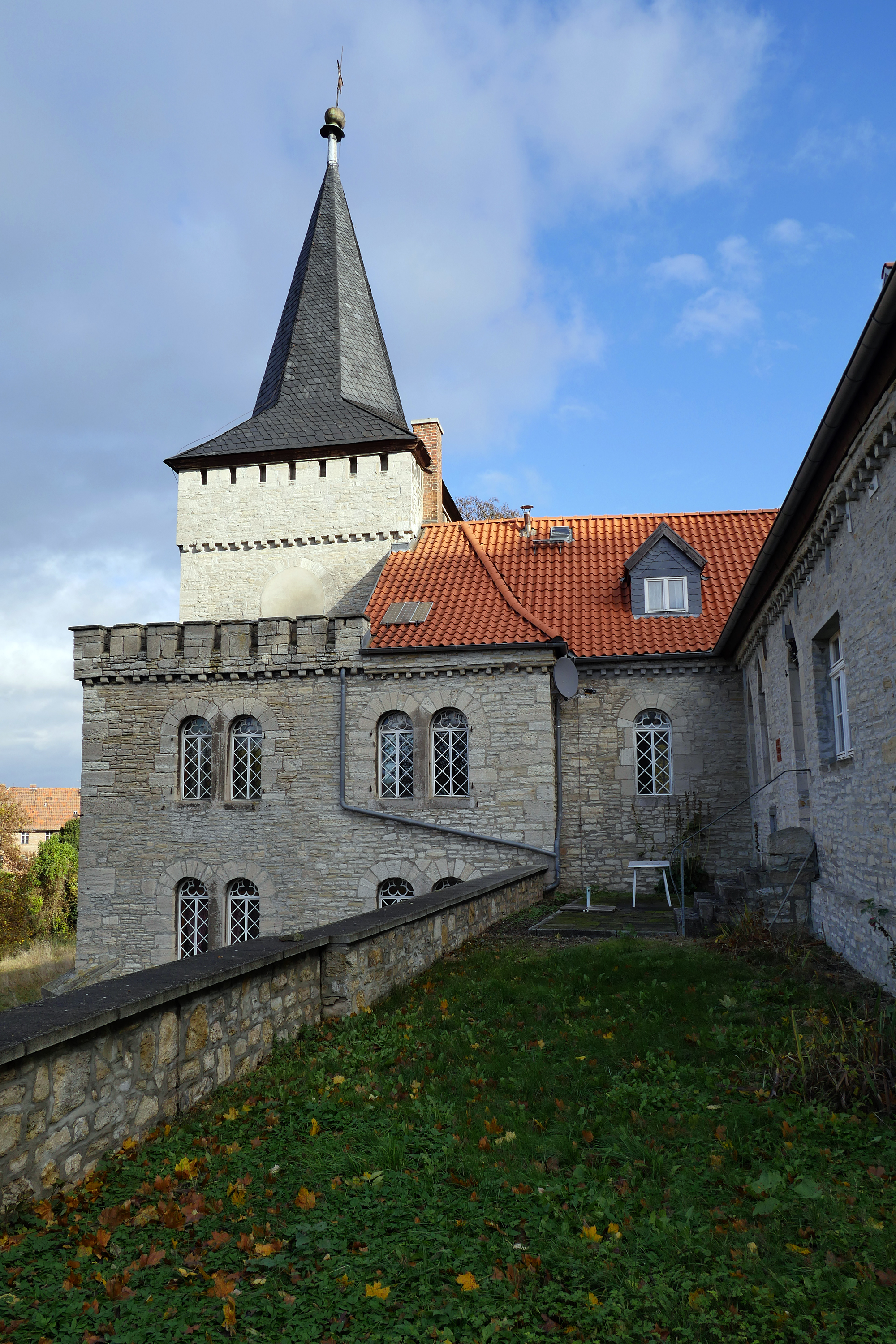
Schloss Röderhof, Teilansicht

## Geografie
Röderhof befindet sich am Nordrand des Höhenzugs Huy. Der Ort liegt im Südosten von Dingelstedt am Huy, nördlich des Klosters Huysburg und etwa 10 km nördlich von Halberstadt. Am Ort befindet sich der Röderhofer Teich. 
In Röderhof beginnt am Fernradweg Aller-Harz der Harzvorland-Fernradweg über Westerhausen zum Europaradwanderweg R1 bei Neinstedt.

## Geschichte
Der Röderhof entstand vor 1450 im Bereich des wüst gefallenen Neudorfes als einer der Haupthöfe des Klosters Huysburg und wurde von mönchischen Provisoren (Verwaltern) geleitet. 1804 wurden die Klosterbesitzungen landesherrliche Domänen.
1823 bis 1830 wurde auf dem Gelände des Gutes das Schloss Röderhof erbaut. Dabei fanden einige Kapitelle und Verbundsteine aus dem Kloster Huysburg Verwendung. Der General Karl Friedrich von dem Knesebeck, dem auch das Kloster gehörte, ließ nach der Säkularisation 1804 auch den zusammengefallenen Kreuzgang wieder im Schlossgelände errichten. 1878 gelangte das Gut in den Besitz der Familie Hahn. Vor der Enteignung 1945 gehörte das Anwesen dem Rittmeister Friederich Schliephake, Inhaber der Ackerbauschule Badersleben. 
1945 wurde das Gut Röderhof im Zuge der sowjetischen Bodenreform unter Siedlern aufgeteilt. Unter dem Druck des stalinistischen DDR-Regimes brachten die Kleinbauern in den Jahren um 1950 ihre jeweils zehn Hektar großen Flächen in eine LPG ein. Besonders in der DDR-Zeit litten das Schloss und der Kreuzgang schwer. Jegliche Kunstgegenstände wurden gestohlen. 1945 bis 1992 waren unterschiedliche Einrichtungen in den Gebäuden untergebracht, darunter ab 1947 ein Kinderheim, ab 1958 eine Rehabilitierungsstätte für an Tuberkulose erkrankte Mädchen, ab 1967 ein Pflegeheim der Stadt Halberstadt und schließlich ab 1988 ein Kunstverein. Seit 1994 gehört es wieder der Familie Beate, ehemals Schliephake.
Am 20. Juli 1950 wurde Röderhof nach Dingelstedt am Huy eingemeindet. Seit dem 1. April 2002 ist Röderhof Teil der Gemeinde Huy.

## Kultur und Sehenswürdigkeiten
- Schloss Röderhof
- Klosterkirche (Kloster Huysburg) aus dem 12. Jahrhundert, Teil der Straße der Romanik[1]
- Chalander, Ausstellungszentrum des Kunstvereins Röderhof e.V.

An die Gefallenen des Ersten und Zweiten Weltkriegs der Gemeinde erinnert das Kriegerdenkmal Röderhof.